# Casa de Wittelsbach

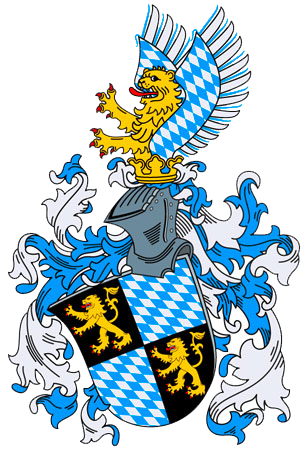
Blazonul ducelui de Bavaria (Casa de Wittelsbach)

Casa de Wittelsbach este una din cele mai vechi familii nobiliare din Europa. În secolul al XII-lea descendenții acestei familii au devenit duci ai Bavariei (în germană Herzog, în româna medievală herțeg). În anul 1503 Albert al IV-lea a reunit cele trei linii bavareze. În anul 1623 Maximilian I de Bavaria a obținut demnitatea de principe elector al Sfântului Imperiu Roman în virtutea extinderii autorității sale asupra Palatinatului.
Membrii familiei au domnit ca Duci, Electori și Regi ai Bavariei (1180–1918), Conți Palatini ai Rinului (1214–1803 și 1816–1918), Margrafi din Brandenburg (1323–1373), Conți de Olanda, Hainaut și Zeeland (1345–1432), Elector-Arhiepiscop de Köln (1583–1761), Duci de Jülich și Berg (1614–1794/1806), Regi ai Suediei (1441–1448 și 1654–1720) și Duci ai Bremen-Verden (1654–1719).
Familia a furnizat, de asemenea, doi Împărați Romani (1328/1742), un rege al Romanilor (1400), doi Regi ai Boemiei (1619/1742), un Rege al Ungariei (1305), un Rege al Danemarcei și Norvegiei (1440) și un Rege al Greciei (1832–1862).
Capul actual al familiei, din 1996, este Franz, Duce de Bavaria.

## Origini
Berthold, Margraf al Bavariei, a fost descendentul lui Otto I, Conte de Scheyern, care era al treilea fiu al lui Otto al II-lea, Conte de Scheyern care a dobândit Catelul Wittelsbach (langa Aichach). În anul 1119 Conții de Scheyern și-au mutat reședința din Cetatea Schetern (Castelul Scheyern, construit în 940) la Catelul Wittelsbach.
Fiul lui Otto I, contele Eckhard I de Scheyern, a fost tatăl Contelui Palatin de Bavaria, Otto al IV-lea (d. 1156), al cărui fiu Otto a fost învestit cu Ducatul Bavariei în 1180, după căderea regelui Henric Leul. Fiul Ducelui Otto, a fost Ludovic I, Duce de Bavaria care a dobândit, la rândul său, Palatinatul Elector în 1214.

## Guvernarea Sfântului Imperiu Roman

Blazonul Casei de Wittelsbach: împreună cu Palatinatul, Casa de Wittelsbach a dobândit leul ca simbol heraldic; semnele alb-albastre au fost preluate de ducele Otto al II-lea la dobândirea regiunii Bogen în 1240.

Dinastia Wittelsbach a condus teritoriile germane din Bavaria din 1180 până în 1918 și Palatinatul Elector din 1214 până în 1805; în 1815 teritoriile au fost adăugate Bavariei pe care Napoleon le-a înălțat în regat în anul 1806.
La moartea ducelui Otto al II-lea în 1253, fii săi au împărțit între ei procesiunile Wittelsbach: Henric a devenit Duce al Bavariei Inferioare, iar Ludovic al II-lea a devenit Duce al Bavariei de Sus și Conte Palatin al Rinului. Când Henric a murit în 1340, împăratul Ludovic al IV-lea, fiul ducelui Ludovic al II-lea, a reunit ducatul.
Familia a dat doi împărați Romani, Ludovic al IV-lea (1314–1347) și Carol al VII-lea (1742–1745), ambii membrii aparținând Liniei Bavareze, și un împărat romano-german, Rupert Palatinul (1400–1410), membru din Linia Palatină.
Casa de Wittelsbach s-a împărțit în două ramuri în anul 1329: prin Tratatul de la Pavia, împăratul Ludovic al IV-lea i-a acordat palatinatul Bavariei de Sus descendentilor fratelui său, Rudosf al II-lea, Rupert I și Rupert al II-lea. Rudof I a devenit moștenitorul vechii linii Wittelsbach, care a revenit la putere și în Bavaria în anul 1777, după dispariția liniei tinere bavareze, descendenții lui Ludovic al IV-lea.

### Linia Bavareză
Linia Bavareză a păstrat ducatul Bavaria până la stingerea sa din 1777.

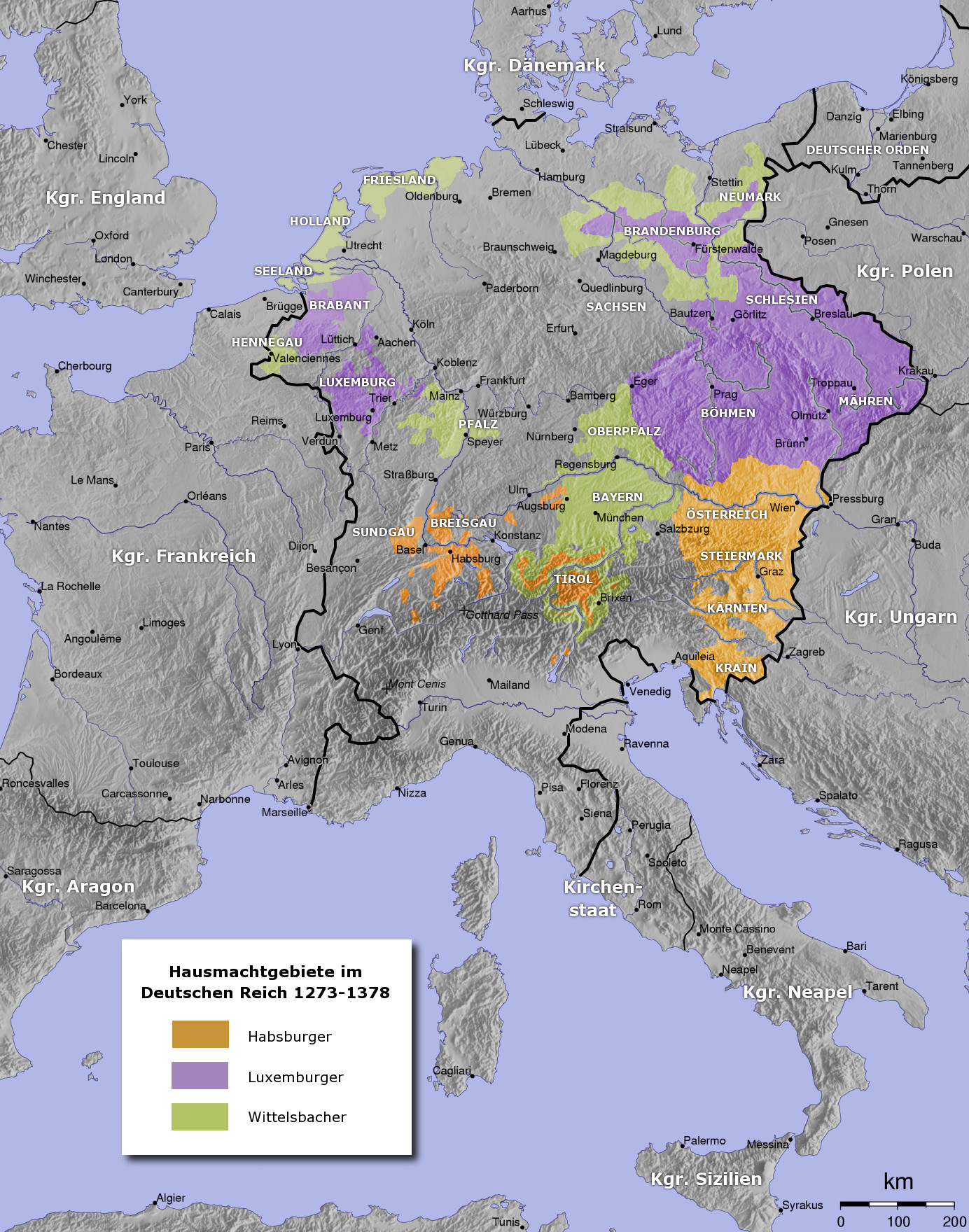
Coloniile Wittelsbach din Sfântul Imperiu Roman (Bavaria, Țările de Jos și Palatinatul) 1373 (verde: Casa de Wittelsbach, mov: Casa de Luxemburg care a dobândit Brandenburg în acel an și portocaliu: Casa de Habsburg care a dobândit Tirol în 1369)

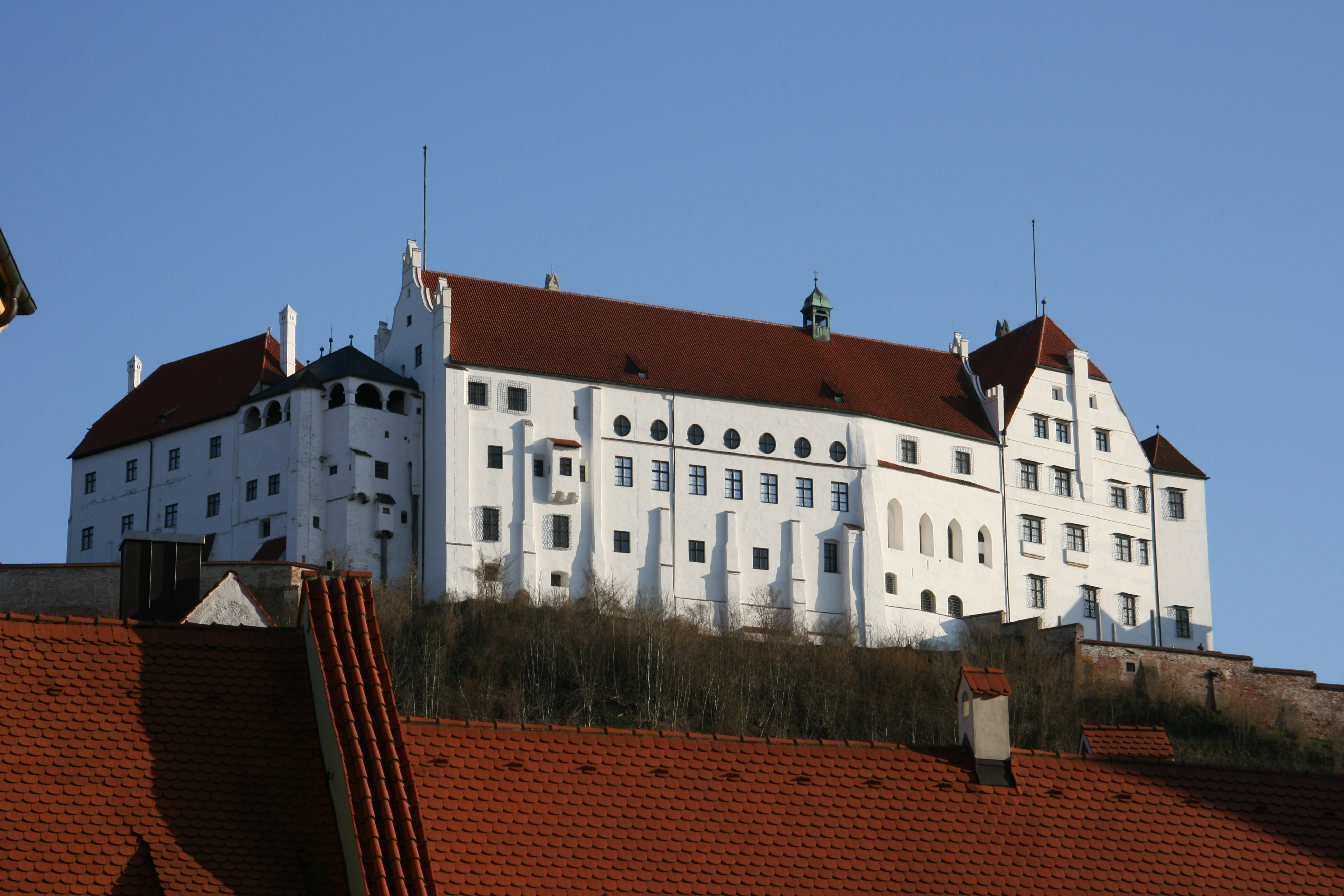
Castelul Trausnitz al Ducilor de Bavaria

Împăratul Ludovic al IV-lea a dobândit Brandenburg în 1323, Tirolul în 1342, Olanda, Zeeland și Hainaut în 1345, însă a cedat Palatinatul Superior pentru Linia palatină al casei Wittelsbach în 1329. Cei șase copii ai săi care l-au succedat au preluat titlurile de Duce de Bavaria și Conte de Olanda și Hainaut în anul 1347. Casa Wittelsbach a pierdut Tirolul la moartea Ducelui Meinhard și după Pacea din Schärding, s-a renunțat definitiv la el, revenint Habsburgilor în 1369. În 1373, Otto al V-lea, ultimul regent Wittelsbach care deținea Brandenburg, a renunțat la teritoriu, cedându-l Casei de Luxemburg. La moartea Ducelui Albert din 1404, a fost succedat în Țările de Jos de către fiul sau mai mare, William. Un alt fiu, Ioan al III-lea a devenit Episcop de Liège. Cu toate acestea, la moartea lui William în 1417, a izbucnit un război de succesiune între Ioan și fiica lui William, Jacqueline de Hainaut. Acesta război a dus la cedarea teritoriilor în mâinile Burgunzilor în 1432.  
Împăratul Ludovic al IV-lea a reunit Bavaria în 1340 însă din 1349 Bavaria a fost împărțită între descendenții săi care au creat Linia Bavaria-Landshut, Bavaria-Straubing, Bavaria-Ingolstadt și Bavaria-München. După Războiul de succesiune di Landshut, Bavaria a fost reunită în 1505.
Din anul 1549 până în 1567 Casa de Wittelsbach a deținut orașul Kłodzko în Boemia.
Prin educația strict catolică, ducii bavarezi au devenit conducători ai Sfântului Imperiu Roman după Contrareformă. Din 1583 până în 1761 membrii liniei bavareze au deținut funcția de Principe elector și Arhiepiscop de Köln. Prinții Wittelsbach au fost Episcopi de Regensburg, Freising, Liege, Münster, Hildesheim, Paderborn și Osnabrück și, de asemenea, Mari Maeștrii al Ordinului Cavalerilor Teutoni.
În 1623 sub Maximilian I, ducii bavarezi s-au investit cu demnitatea electorală. Nepotul principelui elector Maximilian al II-lea Emanuel a fost guvernator al Țărilor de Jos (1692–1706) și Duce de Luxemburg (1712–1714). Fiul său, împăratul Carol al VII-lea a fost, la rândul său, rege al Boemiei (1741–1743). Odată cu moartea fiului împăratului Carol al VII-lea, principele elector Maximilian al III-lea de Bavaria, Linia bavareză s-a stins în 1777.

### Linia de Palatinat
Linia de Palatinat a păstrat Palatinatul până în 1918. Prin Bula de Aur din 1356, conții palatini au deținut funcția de Principe elector fiind episcopi ai imperiului, respectiv Arhiepiscop de Mainz și Arhiepiscop de Trier.

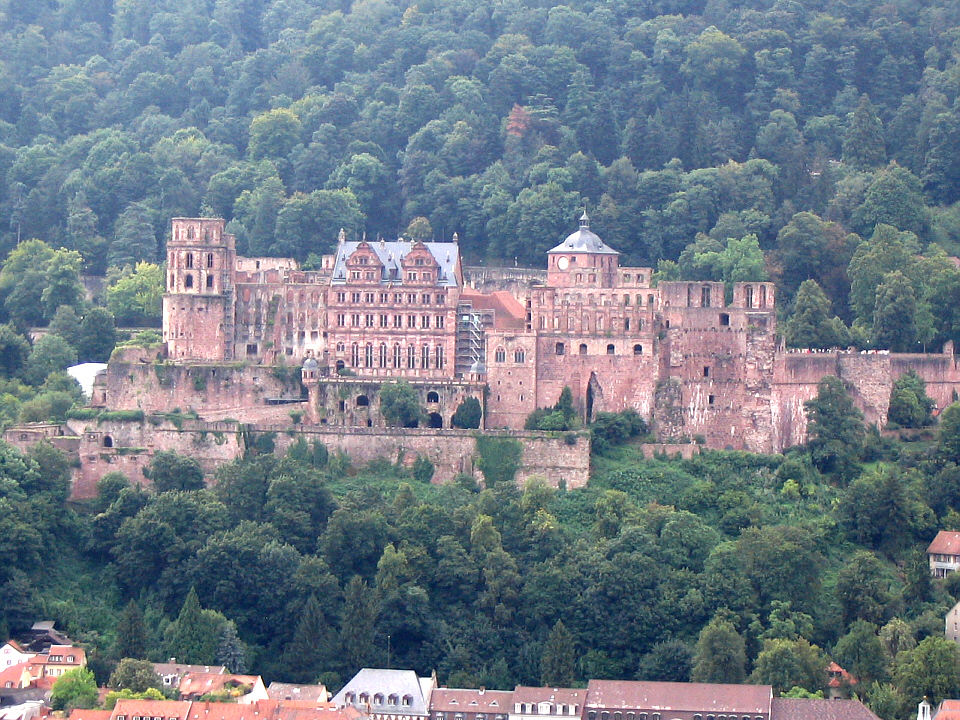
Castelul Heidelberg al Electorilor Palatini

După moartea regelui german Rupert în 1410, teritoriile palatine au început să se împartă între numeroasele ramuri ale familiei, cum ar fi Neumarkt, Simmern, Zweibrücken, Birkenfeld, Neuburg și Sulzbach.  Când membrul senior al ramurii palatine a murit în 1559, Electoratul a trecut la Frederic al III-lea de Simmern, un calvinist ferm, iar Palatinatul a devenit una dintre cele mai importante centre ale calvinismului în Europa, susținând rebelii calviniși atât în Țările de Jos cât și în Franța.
Linia cadetă a Neuburgului, o filială a Liniei Palatine a deținut Ducatul de  Jülich și Berg începând din anul 1614, atunci când ultimul Duce de Jülich-Cleves-Berg a murit fără moștenitori în 1609, Războiul Jülich de Succesiune a izbucnit, terminându-se la sfârșitul anului 1614 prin Tratatul de la Xanten, care împărțea ducatele între Palatinatul-Neuburg și Margraful de Brandenburg. Jülich și Berg au revenit Contelui Palatin Wolfgang William de Neuberg.
În 1619 principele elector protestant Frederic al V-lea a devenit rege al Boemiei însă a fost învins de principele elector catolic Maximilian I, un membru al ramurii bavareze. Ca urmare, Palatinatul Superior a fost cedat ramurii Bavareze în 1623. Când Războiul de Treizeci de Ani s-a încheiat cu Tratatul de la Münster (numit și Pacea de la Westfalia) în 1648, a fost creat suplimentar un nou „principe elector” pentru Contele Palatin al Rinului. În timpul exilului, fii lui Frederic, în special Rupert al Rinului, și-a câștigat faima în Anglia.
În 1685 Linia Simmern a murit și prințul catolic Filip William, Conte Palatin de Neuburg a moștenit Palatinatul și Ducatele Jülich și Berg. În timpul domniei lui Johann Wilhelm (1690 - 1716) rezidența Electoratului s-a mutat la Düsseldorf în Berg. Fratele și succesorul său Carol al III-lea Filip, Elector Palatin a mutat rezidența înapoi la Heidelberg în 1718 iar apoi la Mannheim în 1720. Pentru a întări uniunea tuturor liniilor ale dinastiei Wittelsbach, Carol Filip a organizat o nuntă pe 17 ianuarie 1742, măritandu-și nepoatele cu Carol Theodore de Sulzbach și cu Prințul bavarez, Clement. În alegerile imperiale, câteva zile mai târziu, Carol al III-lea Filip a votat pentru vărul său bavarez Prințul-Elector Carol-Albert. După singerea neamului Neuburg în 1742, Palatinatul a fost moștenit de Ducele Carol Theodore din Linia Sulzbach.

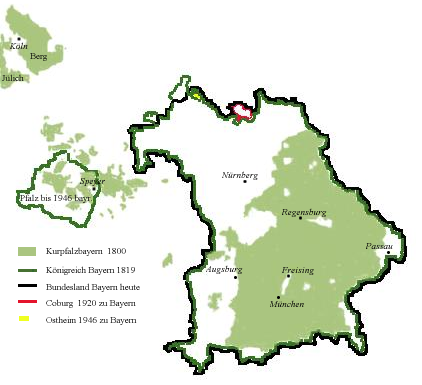
Electoratul (1778) și Regatul Bavariei (1816)

După stingerea liniei bavareze în 1777, după disputa succesorală și după Războiul Bavarez de Succesiune, Linia Sulzbach sub principele elector Carol Theodor a moștenit Bavaria.
Odată cu moartea lui Carol Theodore în 1799 toate teritoriile Wittelsbach din Bavaria și Palatinat au fost reunite sub Maximilian al IV-lea Joseph, un membru al ramurii Palatinate-Zweibrücken-Birkenfeld. În acel moment au fost două ramuri supraviețuitoare ale familiei Wittelsbach:  Palatinate-Zweibrücken (condus de Maximilian Joseph) și Palatinate-Birkenfeld (condus de Contele Palatin William). Maximilian Joseph a moștenit titlul de Elector de Bavaria, în timp ce William a moștenit Ducatul de Bavaria. Maximilian Joseph și-a asumat titlul de Rege sub numele de Maximilian I Joseph pe 1 ianuarie 1806. Noul rege încă servea ca Prinț-Elector până când Regatul Bavariei a părăsit Sfântul Imperiu Roman (1 august 1806).

### Regatul Bavariei
Sub urmașii lui Maximilian, Bavaria a devenit al treilea stat german cel mai puternic, pe lângă Prusia și Austria. Când Imperiul German a fost format în 1871, Bavaria a devenit al doilea cel mai puternic Imperiu după Prusia. Dinastia  Wittlesbachs a domnit ca regi ai Bavariei până când Ludovic al III-lea a emis declarația Anif (în germană Anifer Erklärung) pe 12 noiembrie 1918 la Palatul Anif, în care și-a eliberat soldații și oficialii de sub jurământul lor de loialitate și s-a încheiat regula 738 al Casei Wittelsbach din Bavaria.

## Guvernarea în afara Sfântului Imperiu Roman

### Ungaria
Ducele Otto al III-lea, care a fost pe linie maternă nepotul regelui Béla al IV-lea, a venit la putere în Ungaria, în afara Sfântului Imperiu Roman. Otto a abdicat de la tronul ungar în 1308.

### Linia de Palatinat
Christopher al III-lea al Casei de Palatinat-Neumarkt a fost regele Danemarcei, Suediei și Norvegiei în 1440/1442–1448, dar nu a avut moștenitori. Casa Palatinat-Zweibrücken a continuat monarhia Suediei din 1654–1720 fiind guvernată de Carol al X-lea, Carol al XI-lea, Carol al XII-lea și Ulrica Eleonora. Prințesa din Casa de Wittelsbach, Sofia de Hanovra (1630–1714) a fost mama lui George I al Marii Britanii; a murit ca moștenitoare prezumtivă a Marii Britanii la câteva săptămâni înainte de a prelua succesiunea. Linia de succesiune Iacobină face parte în prezent din Casa Wittelsbach. Franz, prințul ereditar al Bavariei este recunoscut de către iabonini ca Francisc al II-lea. Prințul Otto de Bavaria a fost ales rege al Greciei în 1832 și a fost forțat să abdice în 1862.

### Regatul Suediei

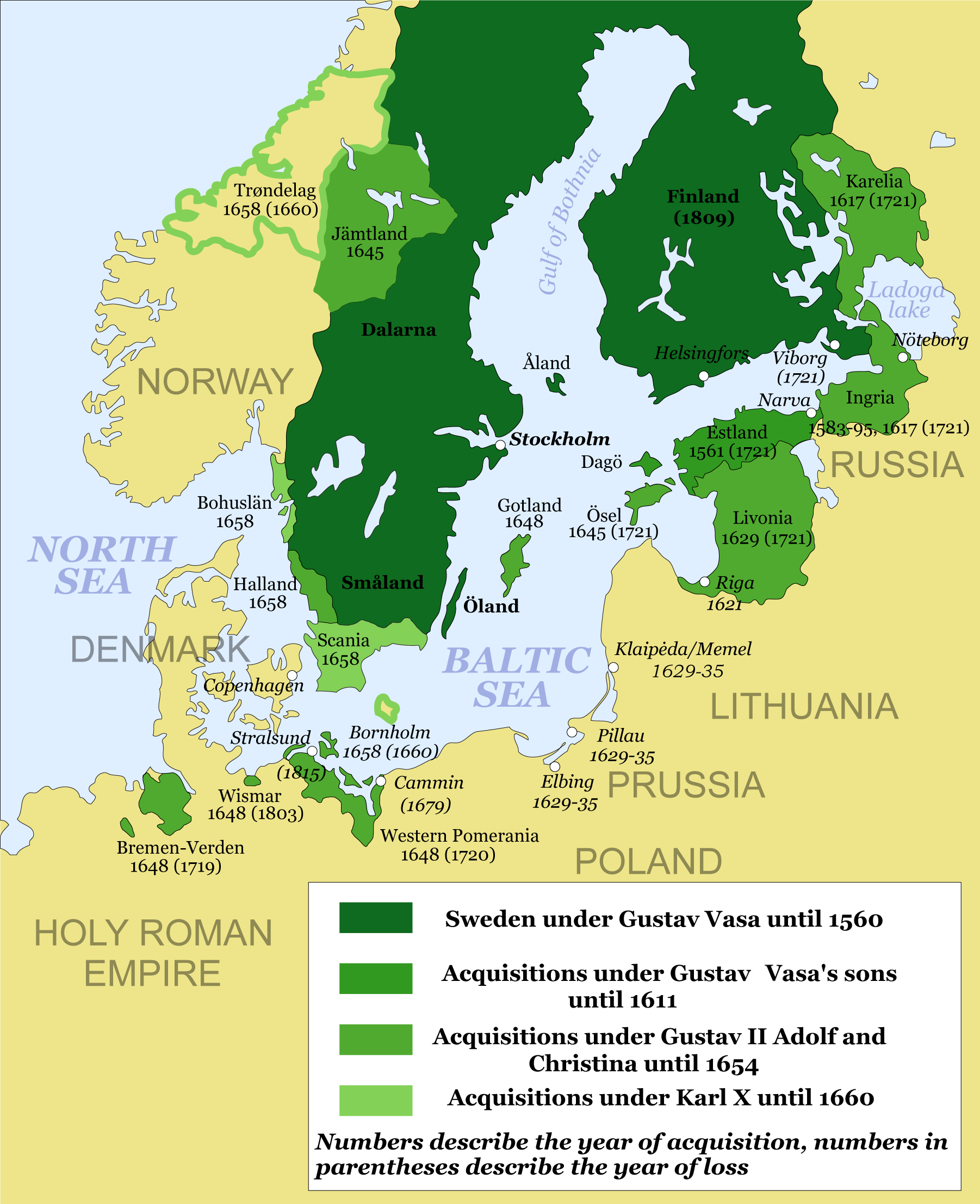
Regatul Suediei după Tratatul de la Roskilde din 1658

Regina Cristina a Suediei a abdicat pe 7 iunie 1654 în favoarea vărului ei, Carol al X-lea Gustavus, un membru din Casa Wittelsbach a ramurei Palatinat-Zweibrücken. Aceasta a fost a doua perioadă de guvernare a Casei Wittelsbach în Suedia până în 1448, când Christopher al III-lea de Palatinat a fost rege al Danemarcei, Suediei și Norvegiei.
Suedia a ajuns la cea mai mare extindere teritorială sub cârmuirea lui Carol al X-lea după Tratatul de la Roskilde din 1658. Fiul lui Carol, Carol al IX-lea, a reconstruit economia și a reorganizat armata. Moștenirea fiului său, Carol al XII-lea, a fost una dintre cele mai mari din lume, o armată stabilă și o flotă mare. Cu toate acestea, deși a fost un politician priceput, era șovăitor în ceea ce privea încheierea vreunui tratat de pace. Deși Suedia a obținut mai multe succese militare câștigând multe bătălii, Marele Război de Nord s-a încheiat cu înfrângerea Suediei și cu sfârșitul imperiului suedez. Carol a fost urmat la tronul Suediei de sora sa, Ulrica Eleonora. A abdicat în 1720 marcând sfârșitul guvernarii Casei Wittelsbach în Suedia.

### Regatul Greciei

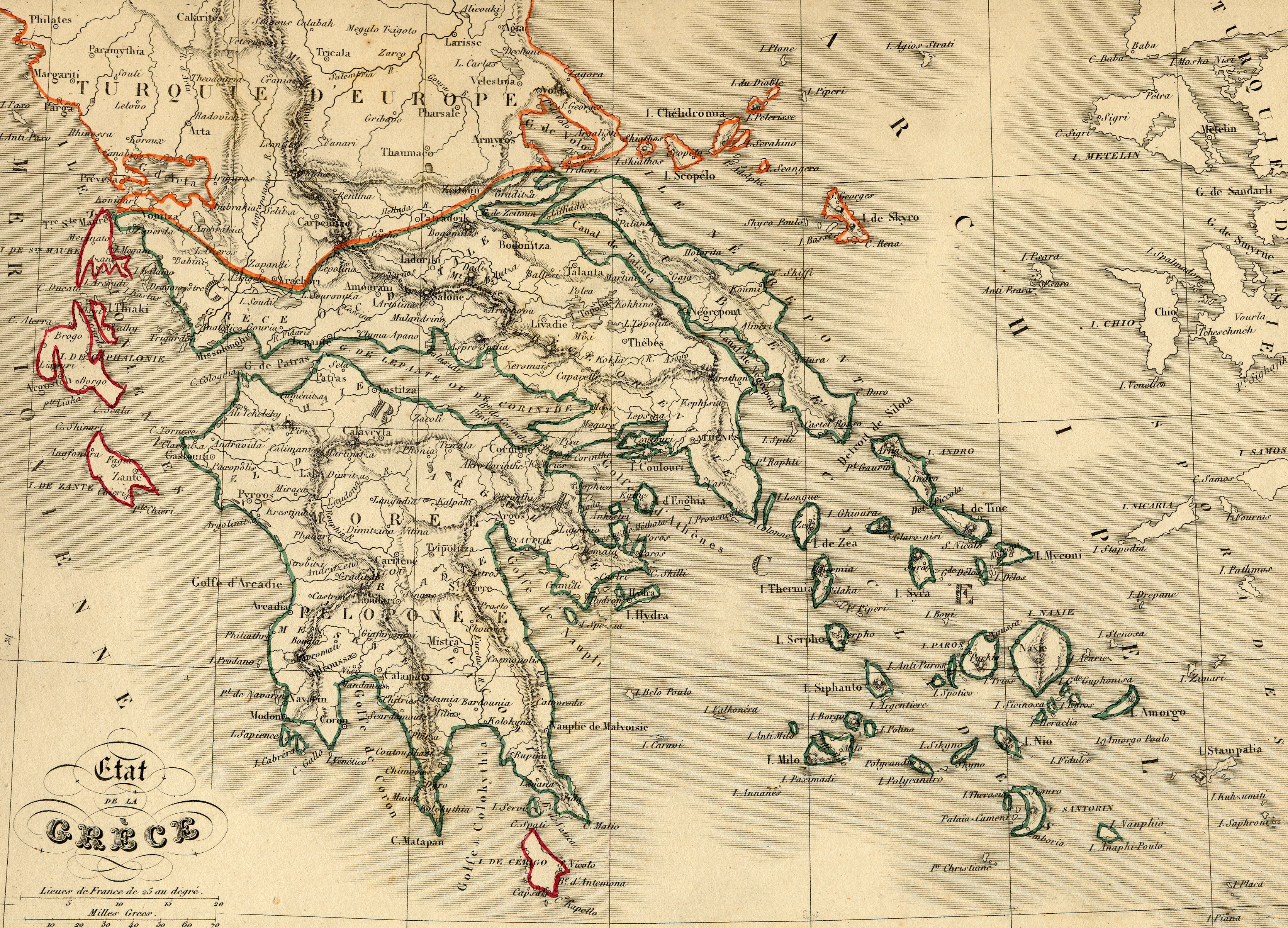
Grecia în 1843 după obținerea independenței

Regele Otto I al Casei Wittelsbach a fost primul rege modern al Regatului Greciei în 1832 sub Convenția de la Londra, prin care Grecia a devenit un nou regat independent sub protecția marilor puteri (Marea Britanie, Franța și Imperiul Rus). De-a lungul domniei sale, Otto s-a confruntat cu provocări politice privind slăbiciunea financiară a Greciei și rolul guvernului în treburile Bisericii. Politica Greciei era bazată pe afilieri cu cele trei puteri, iar capacitatea lui Otto de a menține sprijinul puterilor a fost cheia de a rămâne la putere. Pentru a rămâne puternic, Otto a trebui să joace pentru interesele fiecăruia dintre adepții marilor puteri grecești împotriva celorlalți. Când Grecia a fost blocată de Marina Regală Britanică în 1850, și din nou în 1853, pentru a opri Grecia de a ataca Imperiul Otoman în timpul războiului din Crimeea, Otto a stat printre greci, suferind. Ca urmare, a existant o tentativă de asasinat asupra Reginei și în 1862, Otto a fost demis în timp ce se afla prin țară.
Legea de succesiune la tronul Greciei a fost definită printr-un articol suplimentar la Convenția din 7 mai 1832 de atribuire a Tronului Grec lui Otto I. Acesta a instituit un ordin semi-salic cu o regulă importantă, implicand unirea coroanei pe același cap cu orice altă coroana, mai ales cea a Bavariei. Sub aceleași condiții de succesiune, un membru al Casei Wittelsbach  era pretendent la tron după moartea lui Otto în 1867, acesta fiind fratele său mai mic, Luitpold, care a fost regentul Bavariei din 1886 până în 1912; după el a urmat regele Ludovic al III-lea de Bavaria în 1913. În acel moment, urmărirea cererilor deveneau imposibile ca aceeași ramură de Wittelsbach să devină moștenitor al ambelor tronuri; un monarh sau un pretendent ulterior ar fi trebuit emis pentru renunțarea la unul dintre cele două tronuri, pe care nimeni nu l-a declarat. În cele din urmă, nici Luitpold și nici fiul său, Ludovic nu a urmărit în mod activ cererea la tornul grec moștenită de la Otto I, iar tronul Bavariei a dispărut în 1918, lăsând viitorul pretendent la tron să fie aranjată în viitor, însă niciodată nu a avut loc.

### Linia Bavareză
Joseph Ferdinand de Bavaria, Prinț de Asturias, fiul lui Maximilian al II-lea Emanuel, era alegerea favorabilă făcuta de Anglia și Țările de Jos pentru a succeda în calitate de conducător al Spaniei, iar tânărul Carol al II-lea al Spaniei l-a ales pe el ca moștenitor. Din cauza morții neașteptate a lui Joseph Ferdinand în 1699, dinastia Wittelsbach nu a venit la putere în Spania, lăsând succesiunea spaniolă incertă din nou.

## Armuri

### Ramura Palatinat
| Blazon | Numele blazonului |
|        | Palatinatul Elector, Palatinul Rinului din 1215 până în 1623.                                                             |
|        | Rupert (1352 – 1410), rege romano-german din 1400 până în 1410.                                                           |
|        | Christopher de Bavaria (1416 – 1448), rege al Denmarcei, Norvegiei și Suediei                                             |
|        | Frederic al V-lea (1596 – 1632), principe elector palatin din 1610 până în 1623 și Rege al Boemiei din 1619 până în 1620. |
|        | Conți Palatini ai Rinului din 1648 până în 1688.                                                                          |
|        | Conți palatini de Neuburg din 1574 până în 1688. Conți palatini de Sulzbach din 1688 până în 1795.                        |
|        | Elector palatin al Neuburg din 1688 până în 1742.                                                                         |
|        | Conți palatini de Zweibrücken din 1569 până în 1675.                                                                      |
|        | Regi si Suediei din 1654 până în 1720 (de la Conții Palatini de Zweibrücken)                                              |
|        | Conți palatini de Birkenfeld din 1569 până în 1795.                                                                       |
|        | Regi ai Bavariei din 1809 până în 1835.                                                                                   |
|        | Regi ai Bavariei din 1835 până în 1918.                                                                                   |
|        | Otto de Wittelsbach (1815 † 1867), Regele Greciei.                                                                        |
|        | Duce de Bavaria după 1834.                                                                                                |
|        | Ferdinand de Bavaria (1884–1958), infante al Spaniei Linia Wittelsbach-Bourbon                                            |

### Ramura Bavareză
| Armura | Numele blazonului |
|        | Duce de Bavaria din 1180 până în 1623.                                                                                         |
|        | Ludovic al IV-lea (1286 – 1347), rege romano-german în 1314, împărat al Sfântului Imperiu Roman în 1328.                       |
|        | Duce de Bavaria și Elector de Brandenburg: Ludovic al V-lea (d. 1361), Ludovic al VI-lea (d. 1365) și Otto al V-lea (d. 1379). |
|        | Duce de Bavaria-Straubing, Conte de Hainaut și Olanda din 1254 până în 1433.                                                   |
|        | Elector de Bavaria din 1623 pâmă în 1777.                                                                                      |
|        | Carol al VII-lea (1697 – 1745), împărat al Sfântului Imperiu Roman din 1742 până în 1745.                                      |

## Reprezentanți de seamă
- Carol Albert de Bavaria, împărat romano-german sub numele de Carol al VII-lea (1741-1745)
- Maximilian I Joseph, primul rege al Bavariei (1806-1825)
- Otto al Greciei, primul rege al Greciei (1832-1862)
- Elisabeta (Sisi), soția împăratului austriac Franz Joseph I

## Varia
Drapelul Bavariei și culorile drapelului Grecia (alb-albastru) sunt preluate de la simbolurile heraldice ale Casei de Wittelsbach.